# Beneath the Planet of the Apes
Beneath the Planet of the Apes (no Brasil, De Volta ao Planeta dos Macacos; em Portugal e nos PALOP, O Segredo do Planeta dos Macacos) é o segundo filme da série Planeta dos Macacos, lançado em 1970, dirigido por Ted Post, estrelando James Franciscus, e com Linda Harrison, Kim Hunter, Maurice Evans e Charlton Heston.

## Sinopse
Na história, o astronauta Brent (James Franciscus) é enviado em busca de Taylor (Charlton Heston) e seus companheiros. Ele encontra Nova (Linda Harrison), a companheira de Taylor, e juntos acabam por encontrar uma sociedade de humanos mutantes que moram no subterrâneo e adoram uma bomba que é capaz de destruir todo o planeta.

## Elenco
- Charlton Heston — Taylor
- James Franciscus — Brent
- David Watson — Cornelius[nota 1]
- Kim Hunter — Zira
- Maurice Evans — Dr. Zaius
- Linda Harrison — Nova
- Paul Richards — Méndez
- Natalie Trundy — Albina
- Jeff Corey — Caspay
- Gregory Sierra — Verger
- Victor Buono — homem gordo
- Don Pedro Colley — Ongaro
- James Gregory — General Ursus
- Tod Andrews — Maddox
- Thomas Gomez — ministro
- Paul Frees — Narrador